# コンラト・ラスコノギ

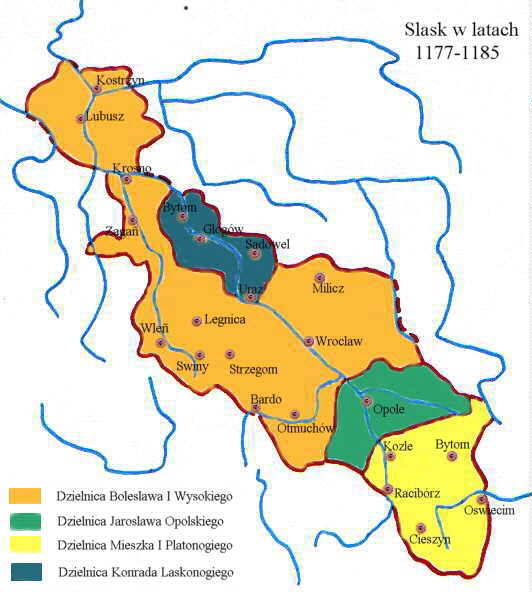
1177年から1185年のシロンスク、藍色が1177年に創設されたグウォグフ公国

コンラト・ラスコノギ（ポーランド語：Konrad Laskonogi, 1146年/1157年 - 1190年1月17日以前）は、グウォグフ公（在位：1177年 - 1190年以前）。ヴワディスワフ2世（亡命公）の三男。母はオーストリア辺境伯レオポルト3世の娘で、ローマ王コンラート3世の異父妹であるアグネス。ボレスワフ1世、ミェシュコ1世の弟。細脚公（Laskonogi）と呼ばれた。

## 生涯
コンラトの幼少期については判然とせず、父ヴワディスワフ2世の廃位後に一家が亡命生活をおくっていたドイツのアルテンブルクで、1146年頃に生まれたと思われる。末息子だったため、将来は聖職者として身を立てるよう、フルダのベネディクト会修道院で教育を受けた。コンラトが未成年だった1163年、2人の兄ボレスワフ1世とミェシュコ1世がポーランドに帰国し、従兄の神聖ローマ皇帝フリードリヒ1世の支援によって叔父のポーランド大公ボレスワフ4世から、父の世襲領シロンスク公国を取り戻した。この時、コンラトはまだドイツに暮らしていたと思われる。
ボレスワフ1世とミェシュコ1世は共治体制をしいたがすぐに紛争を起こし、1173年に公国を2分して統治を始めた。長男であるボレスワフ1世はヴロツワフとグウォグフを含む低地シロンスクの広い地域を領し、ミェシュコ1世はラチブシュとチェシンの統治者となった。コンラトが成年に達してシロンスクに戻り、自分の相続権を主張すると、兄弟間の相続をめぐる不和が再燃した。1177年までに、ボレスワフ1世は叔父の大公カジミェシュ2世（ボレスワフ4世の弟）の許しを得て、グウォグフ公国を新しく創設してコンラトに割譲した。
コンラトは生涯結婚せず、子供もいなかった。彼は1178年以後史料に登場せず、この後すぐに死んだと思われるが、一部の史料では1190年に死去したとされている。遺領はボレスワフ1世が相続した。
| 先代 新設 | グウォグフ公 1177年 - 1190年 | 次代 ボレスワフ1世 |